# Rudolf Serkin
Rudolf Serkin (Cheb, 28 marzo 1903 – Guildford, 8 maggio 1991) è stato un pianista austriaco naturalizzato statunitense.

## Biografia
Nacque a Eger (Boemia), da una famiglia ebrea di origine russa.
Stabilitosi a Vienna all'età di 9 anni, fu un enfant prodige, debuttando con l'Orchestra filarmonica di Vienna nel 1915. In questo periodo studiò pianoforte con Richard Robert e composizione con Joseph Marx e Schönberg. In questo senso Serkin può essere definito austriaco: pur essendo ebreo-russo, e pur avendo passato gran parte della sua esistenza in giro per il mondo, concludendo i suoi giorni da naturalizzato statunitense, la sua formazione e la sua cultura sono permeate dalla migliore tradizione viennese.
A 17 anni, a Berlino, conobbe Adolf Busch: un fecondo sodalizio umano ed artistico che portò alla costituzione del Quartetto Busch, quartetto d'archi, e al matrimonio di Serkin con la figlia di Busch, Irene, 15 anni dopo.

### L'esilio volontario
Nel 1927 entrambi lasciarono la Germania per la Svizzera. Due anni dopo Serkin accompagnò Busch suonando al pianoforte al Teatro La Fenice di Venezia. Nel 1931, presso gli studios Abbey Road di Londra, registrarono Beethoven, Bach, Schubert: realizzazioni leggendarie, testimonianza di un momento di rara affinità artistica e sintonia umana.
Nel 1933 Hermann Göring, in considerazione dei suoi già indiscussi meriti artistici, gli riservò un trattamento di riguardo e una posizione di prestigio, pur tenendo conto del divieto a esibirsi in pubblico per un artista ebreo. La proposta venne rifiutata, e Serkin si rifugiò in un esilio volontario a Basilea in Svizzera. Adolf Busch, seppure ariano, fece la stessa scelta.
Nel 1939 si stabilì definitivamente negli Stati Uniti, dove già aveva esordito al Coolidge Festival a Washington nel 1933 e dal 1934 si era esibito come solista con Arturo Toscanini, che l'accompagnava con l'Orchestra filarmonica di New York. I critici lo descrivono come «un artista dotato di un talento inusuale e impressionante, con un tocco cristallino, pieno di potenza, di delicatezza, e di purezza sonora». Nel 1937 tenne il suo primo récital alla Carnegie Hall.

#### L'insegnamento
Il suo impegno di didatta lo portò ad insegnare al Curtis Institute di Filadelfia dal 1939, dove sarà direttore dal 1968 al 1977. Nel 1950, venne invitato da Pablo Casals alla prima edizione del Festival di Prades.
Con Casals si occupò del Marlboro Festival emanazione della Marlboro Music School, creata da Adolf Busch prima della sua morte, stimolando l'interesse per la musica da camera negli Stati Uniti, con l'obiettivo di trasmettere alle nuove generazioni la sua stessa passione per la musica e per l'arte.
Al Teatro alla Scala di Milano tenne recital nel 1952 e nel 1978; nel 1961 eseguì il Concerto per pianoforte e orchestra n.1 di Brahms. Si esibì in un recital al Teatro La Fenice nel 1954.

#### Gli anni della maturità
Fino alla fine della sua lunga vita, continuò a testimoniare questo spirito divulgativo e ad esprimere il suo talento interpretativo, anche attraverso le scelte di repertorio e dei partner artistici. Memorabile la selezione di concerti per pianoforte e orchestra di Wolfgang Amadeus Mozart con la London Symphony Orchestra, con Claudio Abbado.
Ancora alla Fenice eseguì nel 1973 un recital e nel 1981 il Concerto per pianoforte e orchestra n.3 di Beethoven ed un recital.
Nel 1979 eseguì il Concerto per pianoforte e orchestra n.1 di Brahms diretto da Claudio Abbado al Teatro alla Scala. Indimenticabili i suoi recital beethoveniani con Pina Carmirelli. Al Grand Théâtre di Ginevra nel 1983 eseguì un altro recital.
Nonostante una lunga malattia, continuò ad esibirsi in concerto fino al 1988. Si spense nella sua tenuta di Guildford (Vermont), nel 1991. È stato il padre del pianista Peter Serkin.
Una biografia in inglese, Rudolf Serkin: A Life, di Stephen Lehmann e Marion Faber, fu pubblicata nel 2003.

## Discografia essenziale
- Bach: 6 Concerti Brandeburghesi con l'Orchestra da camera Busch;
- Beethoven:
  - Sonate per pianoforte n. 1, 6, 8, 11, 12, 13, 14, 16, 28, 21, 23, 24, 26, 29, 30, 31(2) e 32 (dal 1962 al 1977) CD Sony;
  - Sonate per pianoforte op.109 n.30, op.110 n.31, op.111 n.32. Concerto d'ottobre 1987 alla Konzerthaus di Vienna. CD Deutsche Grammophon 427 498-2 (1989).
  - Sonata per pianoforte op.106
  - Variazioni su un valzer di Diabelli Op. 120 (1957),
  - Concerti per piano e orchestra No. 1, 2, 3 e 4 con la Philadelphia Orchestra diretta da E. Ormandy (tra il 1962 e il 1965)
  - Concerto per pianoforte e orchestra n.3 in Do minore, Op. 37 con la New York Philharmonic diretta da Leonard Bernstein;
  - Concerto per pianoforte e orchestra No. 5 in Mi bemolle maggiore, Op. 73 ("Imperatore"), con la New York Philharmonic diretta da Leonard Bernstein (1962);
- Brahms:
  - Son. vlc. e pf. n. 1-2 Rostropovich/Serkin, Deutsche Grammophon
  - Quartetto per piano ed archi Op. 25, Quartetto per piano ed archi Op. 26 con il Quartetto Busch;
  - Quintetto per piano ed archi Op. 34 con il Quartetto Busch;
  - Quintetto per clarinetto ed archi Op. 115 con Reginald Kell ed il Quartetto Busch;
  - Primo concerto per pianoforte ed orchestra Op. 15 con l'Orchestra di Cleveland diretta da George Szell;
- Mozart:
  - Concerto per pianoforte e orchestra K. 503 con la London Philharmonic Orchestra diretta da Claudio Abbado;
  - Conc. pf. n. 8, 12, dal 15 al 24, 27 - Serkin/Abbado/LSO, 1981/1988 Deutsche Grammophon

## Premi
Grammy Award come interpreti di musica da camera:
Mstislav Rostropovitch & Rudolf Serkin nella Sonata per violoncello e pianoforte in mi minore, Op. 38 e la Sonata in fa maggiore, Op. 99 di Brahms.